# Le Kirchberg
 (mars 2018).
Si vous disposez d'ouvrages ou d'articles de référence ou si vous connaissez des sites web de qualité traitant du thème abordé ici, merci de compléter l'article en donnant les références utiles à sa vérifiabilité et en les liant à la section « Notes et références ».

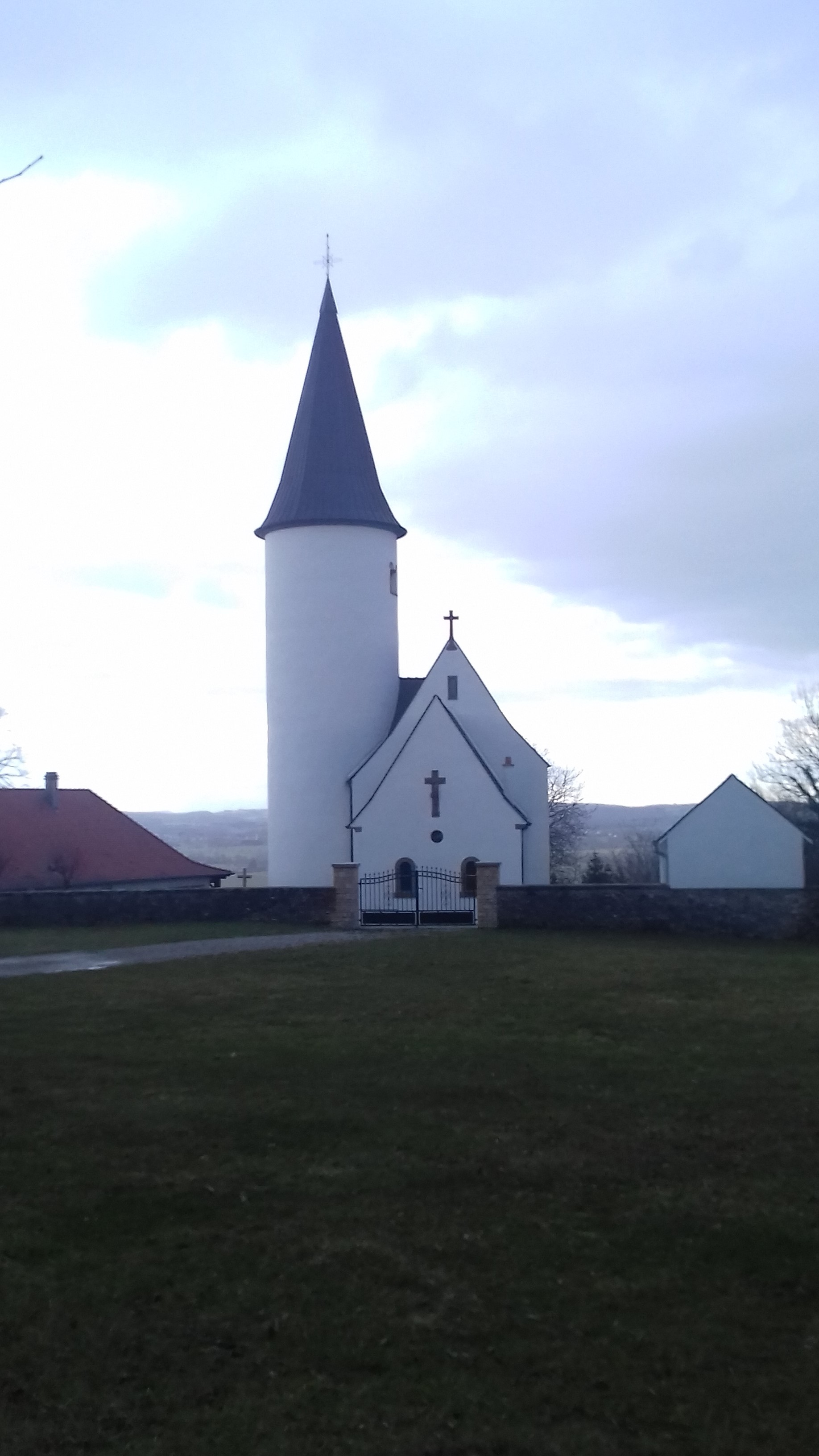
Église du Kirchberg

Le Kirchberg est un lieu et une église situé à Berg en Alsace bossue.

## Histoire
Jusque vers la deuxième moitié du Moyen Âge, le premier village de Berg se trouvait sur la petite colline du Kirchberg, sur laquelle se dresse encore aujourd'hui l'église du même nom. Il comprenait une église, un cimetière, une petite place publique et un presbytère qui est devenu une école dès le XVIIIe siècle. 
Mais, au milieu du XVe siècle, une partie des habitants a commencé à s’installer au pied de la colline, fondant le village de « Thal » qui signifie « la vallée », contrairement à celui de « Berg », qui signifie « la montagne ». Cette migration a été motivée par plusieurs raisons : pour se protéger du vent et de la pluie, des groupes de mercenaires qui pillaient les campagnes et pour se rapprocher des points d'eau.
Une partie des habitants vivait donc encore autour du Kirchberg, n'étant pas descendue avec l'autre. Elle l'a finalement fait pendant la guerre de Trente Ans, et son transfert vers les sources d'eaux dans la vallée, le long du ruisseau du Muhlbach, s'est fait de 1618 à 1648, en se prolongeant durant le XVIIIe siècle. C’est donc de là que l’actuel village de Berg tire ses origines. En 1542 quand les troupes turques ont envahi la Hongrie, dans le but de prélever un impôt qui devait permettre d'envoyer les armées en nombre nécessaire pour combattre les Turcs, un recensement ordonné par un édit impérial a été fait dans le village de Berg. Il révéla la présence de 23 familles avec 5 domestiques, et de 14 familles avec 5 domestiques à Thal.
Dédiée à Saint Martin, l’église du Kirchberg était un lieu de culte des catholiques et des protestants à la fois, jusque vers le milieu du XVIIIe siècle, et les paroissiens étaient enterrés au cimetière adjacent. Mais en 1766, Berg bénéficia, comme cinq paroisses des environs, d’un projet architectural ordonné par le roi de France Louis XV et par le prince de Nassau-Sarrebrück, sachant que le village était devenu au XIIe siècle la propriété des comtes de Sarrewerden puis de ceux de Nassau-Sarrebruck. Ce projet a mis fin au rassemblement des deux communautés religieuses dans le même lieu. Alors, les catholiques de Berg et Thal ont décidé de faire de l’église du Kirchberg leur lieu de rassemblement, tandis que les protestants ont bénéficié de l’église Stengel, au centre du village de Berg tel qu’il est connu aujourd’hui. Les premiers continuèrent d’être enterrés au Kirchberg alors que les seconds étaient désormais enterrés dans le cimetière à côté de leur nouvelle église.
Du passé du site autour de l’église du Kirchberg ne reste aujourd’hui qu’une preuve : un imposant tilleul de 5 mètres de circonférence à 1,30 mètre du sol. Plusieurs fois centenaire, les experts de l'O.N.F. évaluent son âge à plus de 400 ans. Un poète vivant au Wolsthof, lieu-dit aux environs du site du Kirchberg, décédé en 1949, avait écrit un poème concernant deux tilleuls car il y avait en effet deux tilleuls jusque dans les années 1950, mais une tornade en a emporté un, alors remplacé en 1985 par la plantation d'un jeune tilleul.

## Architecture
Avec son clocher rond du XIIe siècle, l’église du Kirchberg est un monument de type architectural unique en Alsace car les clochers des églises de cette région sont habituellement de forme carrée. Cependant, on trouvait des églises avec un clocher similaire à celui du Kirchberg à Bischtroff-sur-Sarre, à Lohr et à Weyer, détruites respectivement en 1846 et 1876, la dernière existant encore.
De plus, en 1893, pour  récupérer des matériaux afin de reconstruire l’église catholique de Thal, l’ancienne nef a été  démolie.
L’histoire du Kirchberg a été mouvementée, avec notamment le passage des troupes allemandes en novembre 1944, durant la Seconde Guerre mondiale, qui ont fait sauter sa tour. À la suite de cela et à cause du temps lui-même, le bâtiment du Kirchberg a été détérioré, alors il a fallu le remettre d’aplomb. De nombreux travaux ont donc été réalisés du XXe siècle à aujourd’hui: remise en peinture de l’intérieur en 1930, réparation des dommages et des peintures intérieures en 1945, reconstruction de la tour à l’identique en 1947, réparation de l’orgue en 1956, mise en place du mur vers le chemin de 1958 à 1960, escalier de l’entrée principale et monument aux morts de 1965 à 1966, rénovation de la façade extérieure et achat de deux cloches en 1973, rénovation et restauration de l’intérieur de l’église de mai à octobre 1984.

## Aujourd'hui
En 1983 a été créée l'Association de Sauvegarde du Kirchberg, redynamisant alors ce lieu. L'association a entrepris une réhabilitation du site, menée par de nombreux bénévoles et avec la commune de Berg. Les financements ont été apportés par le Département du Bas-Rhin et l'Etat, mais également par des clubs de la région (Club Vosgien, Sections de Diemeringen et de Sarre-Union). Cela est grâce à eux que des sentiers de randonnées convergeant aujourd'hui vers le Kirchberg ont été dégagés et aménagés.
Un programme d'animation culturelle a également été mis en place pour mettre en avant le tourisme en Alsace-Bossue. Il comprend l'ouverture de la maison du Kirchberg assurée par les bénévoles les dimanches, des expositions diverses, des spectacles son et lumière, des actions humanitaires « fleurs de tilleuls » dont les bénéficiaires sont nombreux, des activités ponctuelles du Club Vosgien de Diemeringen et de Sarre-Union, des émissions de Radio Studio 1 à partir du studio du Kirchberg, le dimanche matin, et des animations paroissiales. Tout cela a permis de faire de ce site un lieu de nombreuses rencontres.